# Liste du patrimoine immobilier classé de Couvin
Cette page regroupe l'ensemble du patrimoine immobilier classé de la ville belge de Couvin.
| Objet | Année de construction / Architecte | Adresse                   | Section communale | Coordonnées                      | Numéro d’inventaire | Illustration |
| --- | ---------------------------------- | ------------------------- | ----------------- | -------------------------------- | ------------------- | --- |
| Ensemble formé par le rocher dit de la Falaise |                                    |                           | Couvin            | 50° 03′ 05″ nord, 4° 29′ 45″ est | 93014-CLT-0001-01   | Ensemble formé par le rocher dit de la Falaise |
| Fausse porte (façades, toitures et passage), maison du Frère Récollet (façades, toitures et charpente principale à l'exclusion de la serre et de l'annexe du Xxe siècle cachant la fausse porte vers le jardin, pavillon bas (façades et toitures), pavillon haut (façades et toitures), murs jouxtant la fausse porte et bordant l'ancien cimetière des Récollectines, murs entourant les parcelles 187b et 189 |                                    | Rue de la Montagne        | Couvin            | 50° 03′ 04″ nord, 4° 29′ 50″ est | 93014-CLT-0002-01   | maison du Frère Récollet |
| Ferme |                                    | Rue Grande, n°48          | Cul-des-Sarts     | 49° 57′ 24″ nord, 4° 27′ 06″ est | 93014-CLT-0003-01   | Image manquanteTéléverser |
| La tour de l'église Saint-Georges |                                    | Place des combattants     | Gonrieux          | 50° 02′ 09″ nord, 4° 25′ 34″ est | 93014-CLT-0006-01   | La tour de l'église Saint-Georges |
| Grand Place de Mariembourg, avec église Sainte-Madeleine |                                    | Place Marie-de-Hongrie    | Mariembourg       | 50° 05′ 42″ nord, 4° 31′ 16″ est | 93014-CLT-0007-01   | Grand Place de Mariembourg, avec église Sainte-Madeleine |
| Tour de l'ancien château de Petigny |                                    | Rue Chéreulle n°s 10-16   | Petigny           | 50° 03′ 31″ nord, 4° 32′ 03″ est | 93014-CLT-0008-01   | Tour de l'ancien château de Petigny |
| Chapelle Notre-Dame de Messines (M) et ensemble formé par cette chapelle, l'église Sainte-Marguerite, le chêne et les abords (S) |                                    |                           | Presgaux          | 50° 01′ 29″ nord, 4° 25′ 10″ est | 93014-CLT-0009-01   | Chapelle Notre-Dame de Messines (M) et ensemble formé par cette chapelle, l'église Sainte-Marguerite, le chêne et les abords (S)                                                                                      |
| Tourbière au lieu-dit Les Marais |                                    |                           | Cul-des-Sarts     | 49° 57′ 31″ nord, 4° 27′ 32″ est | 93014-CLT-0010-01   | Image manquanteTéléverser |
| Chapelle Notre-Dame de Bonne-Pensée (M) et ensemble formé par cette chapelle et ses abords (S) |                                    | Rue Maurice Simon         | Pesche            | 50° 02′ 45″ nord, 4° 28′ 04″ est | 93014-CLT-0011-01   | Chapelle Notre-Dame de Bonne-Pensée (M) et ensemble formé par cette chapelle et ses abords (S) |
| Deux chapelles sises rue des Calvaires (M) et ensemble formé par ces édifices et la place qui les entoure (S) |                                    | Rue des Calvaires         | Couvin            | 50° 03′ 01″ nord, 4° 30′ 06″ est | 93014-CLT-0012-01   | Deux chapelles sises rue des Calvaires (M) et ensemble formé par ces édifices et la place qui les entoure (S) |
| Ancienne maison des Baillis (façades et toitures) |                                    | Place Saint-Hubert, 2     | Pesche            | 50° 02′ 34″ nord, 4° 27′ 29″ est | 93014-CLT-0013-01   | Ancienne maison des Baillis (façades et toitures) |
| Ensemble formé par le cimetière et le marronnier situé au chevet de l'église Saint-Quentin à Dailly |                                    | Rue de l'église           | Dailly            | 50° 03′ 28″ nord, 4° 26′ 08″ est | 93014-CLT-0014-01   | Ensemble formé par le cimetière et le marronnier situé au chevet de l'église Saint-Quentin à Dailly |
| Chapelle Notre-Dame de la Brouffe |                                    |                           | Mariembourg       | 50° 05′ 32″ nord, 4° 30′ 45″ est | 93014-CLT-0015-01   | Chapelle Notre-Dame de la Brouffe |
| L'église Saint-Lambert (M) et ensemble formé par cet édifice et ses abords (S) |                                    | Place Saint-Lambert       | Aublain           | 50° 04′ 01″ nord, 4° 24′ 32″ est | 93014-CLT-0016-01   | Image manquanteTéléverser |
| Presbytère (M) et ensemble formé par cet édifice et ses abords (S) |                                    | Rue du Culot n°112        | Aublain           | 50° 03′ 58″ nord, 4° 24′ 32″ est | 93014-CLT-0017-01   | Image manquanteTéléverser |
| Ferme Walkens (façades et toitures), faubourg de la Ville, n°7 |                                    | faubourg de la Ville n°7  | Couvin            | 50° 03′ 09″ nord, 4° 29′ 52″ est | 93014-CLT-0018-01   | Ferme Walkens (façades et toitures), faubourg de la Ville, n°7 |
| Le château de Boussu-en-Fagne, à savoir: tour du XVIe s. (façades et toitures)et partie du corps de logis comprenant le porche d'entrée et la cour carrée en avancée, dépendances de 1748, y compris la tour-colombier, pont d'accès, douves et mur de clôture vers le village, rue de la Station, n°8 (M) et ensemble formé par ce château et le parc (S)                                                       |                                    | Rue de la Station n°8     | Boussu-en-Fagnes  | 50° 04′ 37″ nord, 4° 28′ 13″ est | 93014-CLT-0019-01   | château de Boussu-en-Fagne |
| Le pont du Baty (M) et les berges, tilleuls et terrains environnants (S) |                                    |                           | Petigny           | 50° 03′ 37″ nord, 4° 31′ 50″ est | 93014-CLT-0020-01   | Le pont du Baty (M) et les berges, tilleuls et terrains environnants (S) |
| Manoir de la Motte (façades et toitures) (M) et ensemble formé par cet édifice et les terrains environnants (S) |                                    | Rue de la Motte, n°15     | Boussu-en-Fagnes  | 50° 04′ 44″ nord, 4° 28′ 29″ est | 93014-CLT-0021-01   | Manoir de la Motte (façades et toitures) (M) et ensemble formé par cet édifice et les terrains environnants (S) |
| Le château de Tromcourt (façades et toitures), à l'exclusion du bâtiment accolé à l'ouest du logis (M) et ensemble formé par le château et ses abords (S) |                                    | Hameau de Géronsart, 15   |                   | 50° 05′ 59″ nord, 4° 29′ 32″ est | 93014-CLT-0022-01   | Le château de Tromcourt (façades et toitures), à l'exclusion du bâtiment accolé à l'ouest du logis (M) et ensemble formé par le château et ses abords (S)                                                             |
| Ferme de la Forge (façades et toitures) à l'exclusion de la vieille étable en blocs située à l'arrière de l'aile ouest et de l'étable intercalée côté nord entre deux bâtisses préexistantes, mur extérieur de l'étable nord, grange isolée à l'est, chemin Fosset, n°1 (M) et ensemble formé par cette ferme et les terrains environnants (S)                                                                   |                                    | chemin Fosset n°1         | Boussu-en-Fagnes  | 50° 04′ 47″ nord, 4° 27′ 31″ est | 93014-CLT-0023-01   | Image manquanteTéléverser |
| Château Saint-Roch (façades et toitures) hormis les annexes, ferme Saint-Roch (façades et toitures) hormis les hangars, écuries (façades et toitures), ruines de la rampe d'accès à l'ancien fourneau disparu, pont-barrage sur l'Eau Noire avec ses parapets en fonte, route de Frasnes, n°s 6-16 (M) et ensemble formé par ces bâtiments et le parc Saint-Roch (S)                                             |                                    | Route de Frasnes n°s 6-16 | Couvin            | 50° 03′ 42″ nord, 4° 29′ 47″ est | 93014-CLT-0024-01   | Image manquanteTéléverser |
| Centre du village du Brûly-de-Pesche avec le pré et les jardins entourant les principales constructions, à savoir: l'église Saint-Méen et le cimetière, l'ancien presbytère, l'ancienne école et annexe, le tilleul ; |                                    |                           | Brûly-de-Pesche   | 50° 00′ 07″ nord, 4° 27′ 24″ est | 93014-CLT-0026-01   | Centre du village du Brûly-de-Pesche avec le pré et les jardins entourant les principales constructions, à savoir: l'église Saint-Méen et le cimetière, l'ancien presbytère, l'ancienne école et annexe, le tilleul ; |
| Locomotive à vapeur de type EX26 |                                    | Chaussée de Givet, 49     | Mariembourg       | 50° 05′ 32″ nord, 4° 31′ 49″ est | 93014-CLT-0027-01   | Image manquanteTéléverser |
| Kiosque à danser sis place Ch. Claes (M) et établissement d'une zone de protection limitée à l'espace public de la place Ch.Claes (ZP) |                                    | Place Ch. Claes           | Le Brûly          | 49° 58′ 07″ nord, 4° 31′ 40″ est | 93014-CLT-0028-01   | Image manquanteTéléverser |
| Les façades, toitures, charpentes, caves et structures intérieures de l'ancienne halle de Couvin |                                    | rue de la Ravalagne       | Couvin            | 50° 03′ 06″ nord, 4° 29′ 49″ est | 93014-CLT-0029-01   | Les façades, toitures, charpentes, caves et structures intérieures de l'ancienne halle de Couvin |
| Les façades, toitures et l'intérieur de la Maison du Concierge adjacente l'ancienne halle de Couvin |                                    | Grand Place               | Couvin            | 50° 03′ 07″ nord, 4° 29′ 49″ est | 93014-CLT-0030-01   | Les façades, toitures et l'intérieur de la Maison du Concierge adjacente l'ancienne halle de Couvin |
| La remise à locomotives en forme de rotonde de Mariembourg (M) et la remise à locomotives, la remise à bois, la remise à charbon, la grue à eau et le château d'eau (EA) |                                    | Chaussée de Givet, 49     | Mariembourg       | 50° 05′ 32″ nord, 4° 31′ 49″ est | 93014-CLT-0035-01   | La remise à locomotives en forme de rotonde de Mariembourg (M) et la remise à locomotives, la remise à bois, la remise à charbon, la grue à eau et le château d'eau (EA)                                              |
| Le site du trou de l'Abîme compris dans l'ensemble formé par le rocher dit de la Falaise |                                    | rue de la Falaise         | Couvin            | 50° 03′ 00″ nord, 4° 29′ 54″ est | 93014-PEX-0001-04   | Le site du trou de l'Abîme compris dans l'ensemble formé par le rocher dit de la Falaise |